# 陣法
陣法亦稱陣形、戰陣，通常用來描述古代軍隊於行動或戰爭時的部署方式，在冷兵器时代具有非常重要的作用。戰國時期《孫臏兵法》就提及「八陣」與「十陣」，又以八陣最為著名，為歷代重要陣法。歷史上另外還有用以射擊的「雲陣」、圍敵的「贏渭陣」、奇襲用的「闔燧陣」、重視軍隊防守及互相救應的「率然」、「掎角」陣勢，備受推崇的諸葛亮改進過的「八陣圖」以及「六花陣」等等，種類超過20種。

## 八陣

《古今圖書集成》中的八陣圖

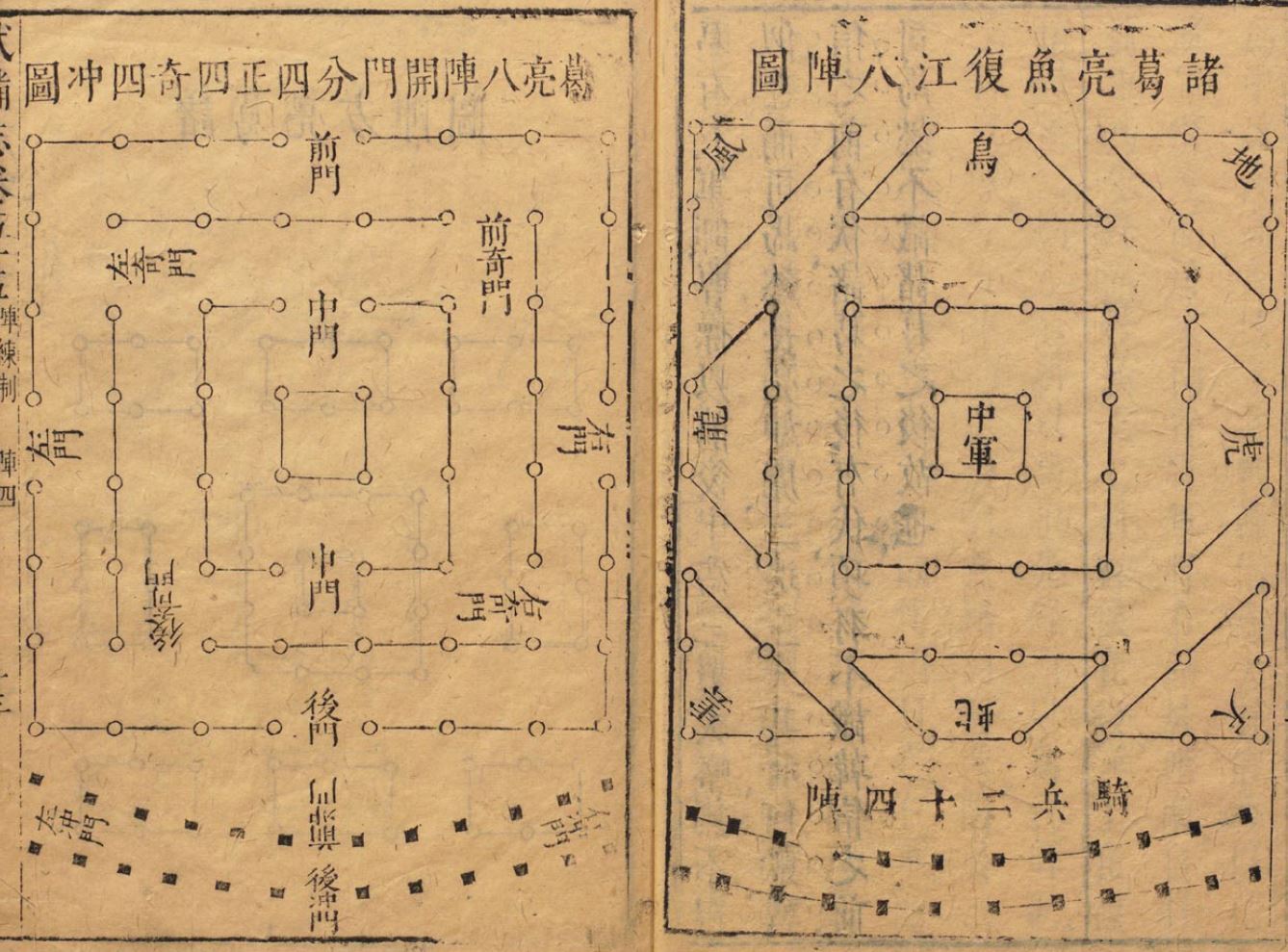
《武备志》中的“八阵图”

中國歷代均有提及八陣陣法，不過八陣卻有下列多種解釋：
1. 八種陣形變化，亦即八種戰鬥隊形。將領依不同的軍種特性、地形、敵方人數，隨機應變，將軍隊佈置成各種不同的陣形。八陣共分為方陣、圓陣、牝陣、牡陣、衝陣、輪陣、浮沮陣、鴈行陣[1]。
2. 九軍八陣法，以井字形將軍隊分為九分，外八內一，主帥居中。八代表八個方位或八個陣地。風后握機制勝，作為陣圖；故八其陣，所以定位[2]。
3. 「陣」可為軍隊編制裡的一個單位，分別為伍、隊、陣、部、將、軍，而八陣為一部。「八隊為一陣…八陣為一部…八部為一將，有二萬八千一百六十人…八陣齊可變也，終於六十四卦也。八將為一軍」明‧龍正《八陣圖合變說》

### 九軍八陣法
九軍八陣法，或稱握奇八陣。根據《握奇經》:「八陣四為正，四為奇。餘奇為握奇，或總稱之。」傳說中八陣最早是由黃帝時代的將領風后所創，並記載在風后所著的《握奇經》裡。但根據清朝學者考證，此經並非風后所著，最早應出現於唐朝。
歷史上真正最早出現八陣一詞的古籍，應屬戰國時期的《孫臏兵法》：「用八陣戰者，因地之利，用八陣之宜。用陣三分，誨陣有鋒，誨鋒有後，皆待令而動。」但此處僅提八陣之名，未提八陣內容為何。根據唐朝時常州的刺史,獨孤及《風后八陣圖記》，此八陣為：天覆陣、地載陣、風揚陣、雲垂陣、龍飛陣、虎翼陣、鳥翔陣、蛇蟠陣等八種。但此八陣並非真的是八種陣形，八是八個方向，八陣是指八個陣地上的部隊。《唐太宗李衛公問對》：「太宗曰：‘天、地、風、雲、龍、虎、鳥、蛇，斯八陳何義也？’靖曰：‘傳之者誤也。古人秘藏此法，故詭設八名爾。八陳本一也，分為八焉。若天、地者，本乎旗號；風、雲者，本乎幡名；  龍、虎、鳥、蛇者，本乎隊伍之別。後世誤傳，詭設物象，何止八而已乎？’」根據宋王應麟《小學紺珠．卷九．制度類．八陳》，八陣又有下列說法：洞當、中黃、龍騰、鳥飛、折衝、虎翼、握機、連衡等八陣。
依宋朝《武經總要》中的推演，九軍八陣法的主要結構是由九個小陣組成一個大陣，即八陣包一陣，如一個井字形，其中上、下、左、右四個方向之陣稱為正陣，和中陣合成十字型，為全陣骨幹，通常為依附營壘或戰車、圍柵，由大量弓弩兵構成的防衛式陣式。其他四角之四個小陣，稱為奇陣，可轉換及運動，通常為持各種長短兵器，由重裝步兵構成的攻擊式陣式，大陣後又各有數列輕步兵及騎兵，擔任機動部隊，主陣前行時則於前方擔任警戒。大將於中央主陣以旗幟金鼓等信號指揮周圍八個小陣，隨機應敵，變化正奇，稱為握奇，故又叫握奇八陣。
三國時代著名的軍事家諸葛亮曾經在古八陣的基礎上推演出所謂的「八陣圖」，並有留下部分內容及三處石陣遺蹟。另依《晉書·帝紀第一》記載，司馬懿在諸葛亮死後，曾觀看蜀漢軍遺留下的營壘，稱諸葛亮為「天下奇材也」，亦是在讚美其營壘佈陣的高明與巧思。晉文帝司馬昭並令其近侍陳勰學習諸葛亮的「圍陣用兵倚伏之法，又甲乙校標幟之制」。
《晉書·馬隆傳》記載，晉朝將馬隆曾依《八陣圖》作偏廂車，僅以三千五百人進攻在涼州作亂的羌族人，地面寬廣時設置鹿角車營，路狹時則將木屋直接放置於車上，敵人來襲時就以弓箭八方射之，馬隆以此孤軍深入羌地，一邊作戰一邊前進，轉戰千里，殺傷數以萬計的羌兵，最後平定羌亂。由此可以想見八陣圖的威力。
這種陣式源於漢代對抗匈奴的營壘法，在行軍時把包覆蒙皮、設置鹿角及拒馬的戰車連結起來作為防衛工事，在停止行軍駐紮防衛時，則以壘石、木柵為防衛工事。即所謂的「行為陣，立為營」，是一種相當完備的佈陣行軍之法。其軍事意義頗類似西方的希臘長槍方陣、羅馬龜甲陣等，是一種先鞏固防禦，後伺機攻擊的步兵集團陣形。諸葛亮及宋人會發展此種防衛陣形，主要是由於他們都是從南方對抗北方，但是南方少騎兵，為了對抗北方優勢的騎兵戰力，因此制定這種偏重防禦的步兵陣法。

## 六花陣
據《宋史》記載，唐朝李靖由其舅父韓擒虎傳授九軍八陣法，但因久經戰亂，武將通曉此陣法者頗多，於是將八陣改為六花陣，以迷惑敵人。八陣原為八包一的方陣，而六花陣則為六包一的圓陣。

## 五陣
五陣也有兩種解釋：
- 五種陣形。

1. 《新唐書．禮樂志》提到講武時用五陣，其方式是讓士兵分為東西兩軍，各依直陣、銳陣、曲陣、圓陣、方陣的順序變陣。
2. 《周書》：「春為牝陣，弓為前行；夏為方陣，戟為前行；季夏為圓陣，矛為前行；秋為牡陣，劍為前行；冬為伏陣，楯為前行。是為五陣。」

- 前、後、左、右，加上中間五個方位為五陣。見《唐太宗李衛公問對》

## 十陣
戰國時期的《孫臏兵法．十陣第十六》：「凡陣有十：有方陣，有圓陣，有疏陣，有數陣，有椎形陣，有雁形陣，有鈎形陣，有玄疑陣，有火陣，有水陣。方陣者，所以剸也。圓陣者，所以榑也。疏陣者，所以吠也。數陣者，為不可掇。錐行之陣者，所以決絕也。雁行之陣者，所以接射也。鉤行之陣者，所以變質易慮也。玄疑之陣者，所以疑眾難故也。火陣者，所以拔也。水陣者，所以倀固也。方陣之法：必薄中厚方……。圓陣之法……。疏陣之法……。」
孫臏八陣指的是十陣篇裡提到的前八種陣形。因為十陣裡最後兩種「火陣」跟「水陣」實際上並非陣形，只能算是一種作戰方式。
十陣還有其他陣名：
- 明代的演義小說《封神演義》第六十八回的十陣記載如下：

1. 一字長蛇陣、二龍出水陣、三山月兒陣、四門斗底陣、五虎巴山陣
2. 六甲迷魂陣、七縱七擒陣、八卦陰陽子母陣、九宮八卦陣、十代明王陣

- 講述唐朝人物的《薛家將》，其十陣則為：

1. 一字長蛇陣，二龍出水陣，天地三才陣，四門兜底陣，五虎群羊陣，
2. 六丁六甲陣，七星北斗陣，八門金鎖陣，九字連環陣，十面埋伏陣。

這兩種十陣有可能只是小說作者自己的想像創作。

## 西方的陣法

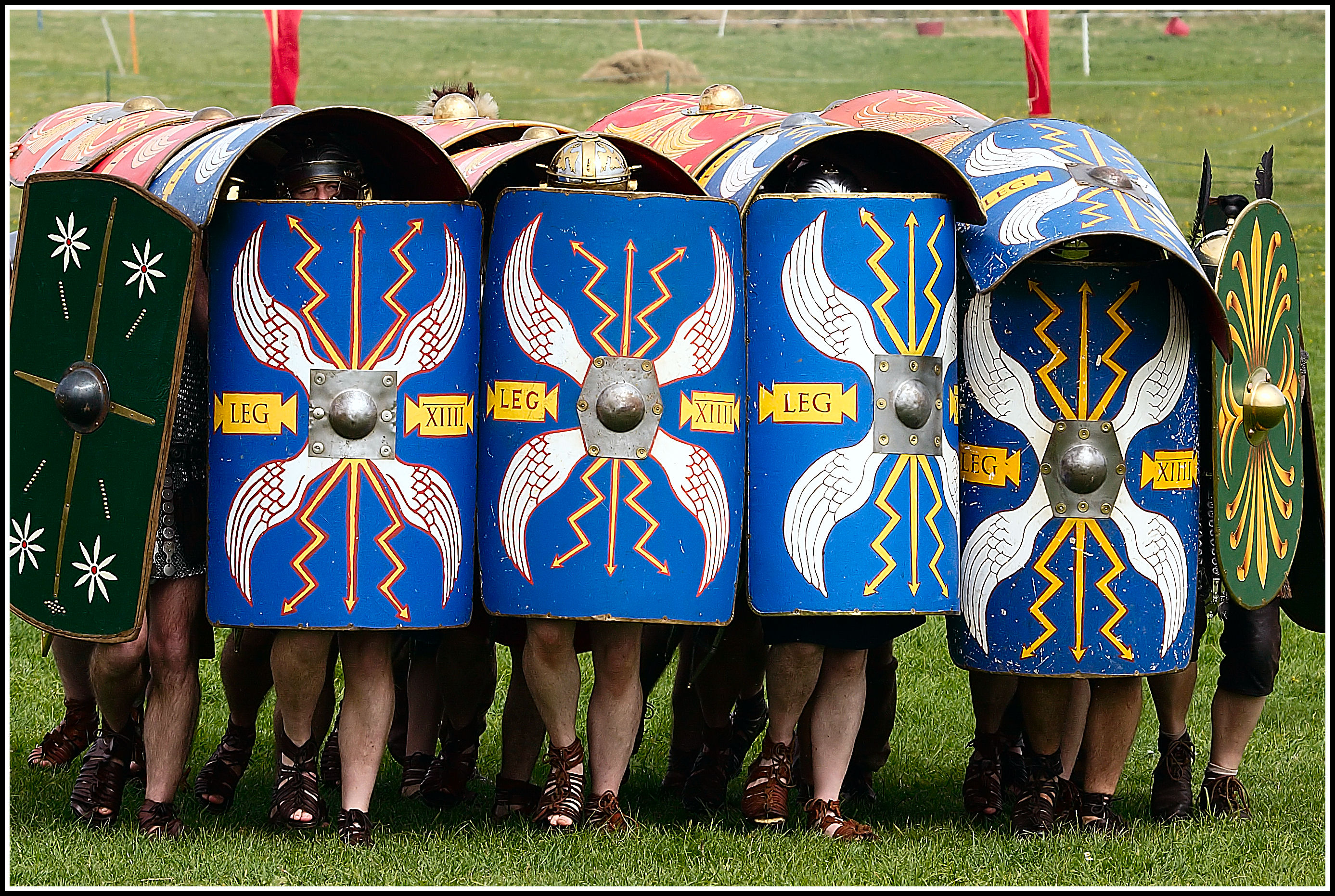
羅馬步兵龜形盾牌方陣。

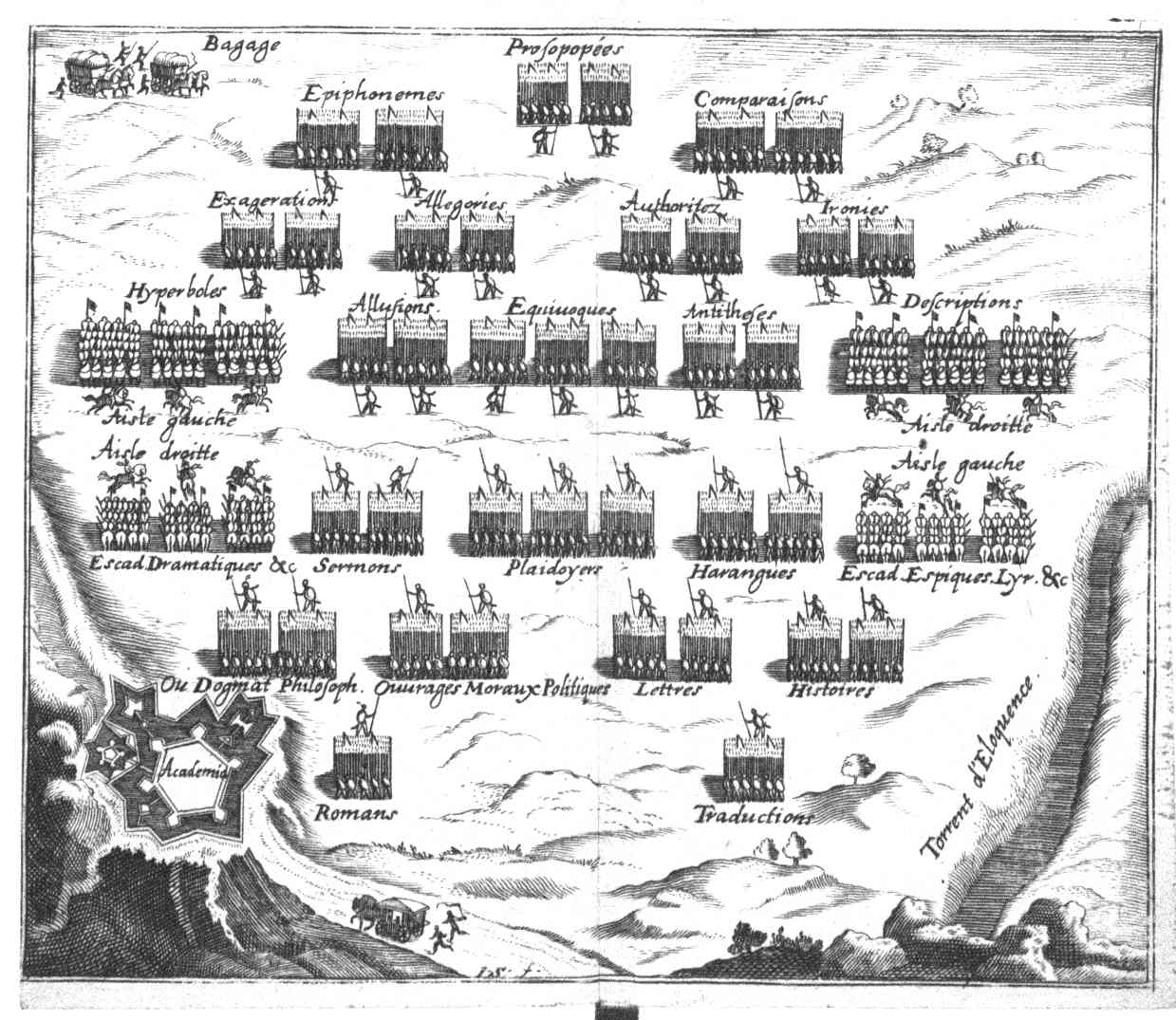
古羅馬盾牌方陣

第二次世界大戰時的戰機護航陣形

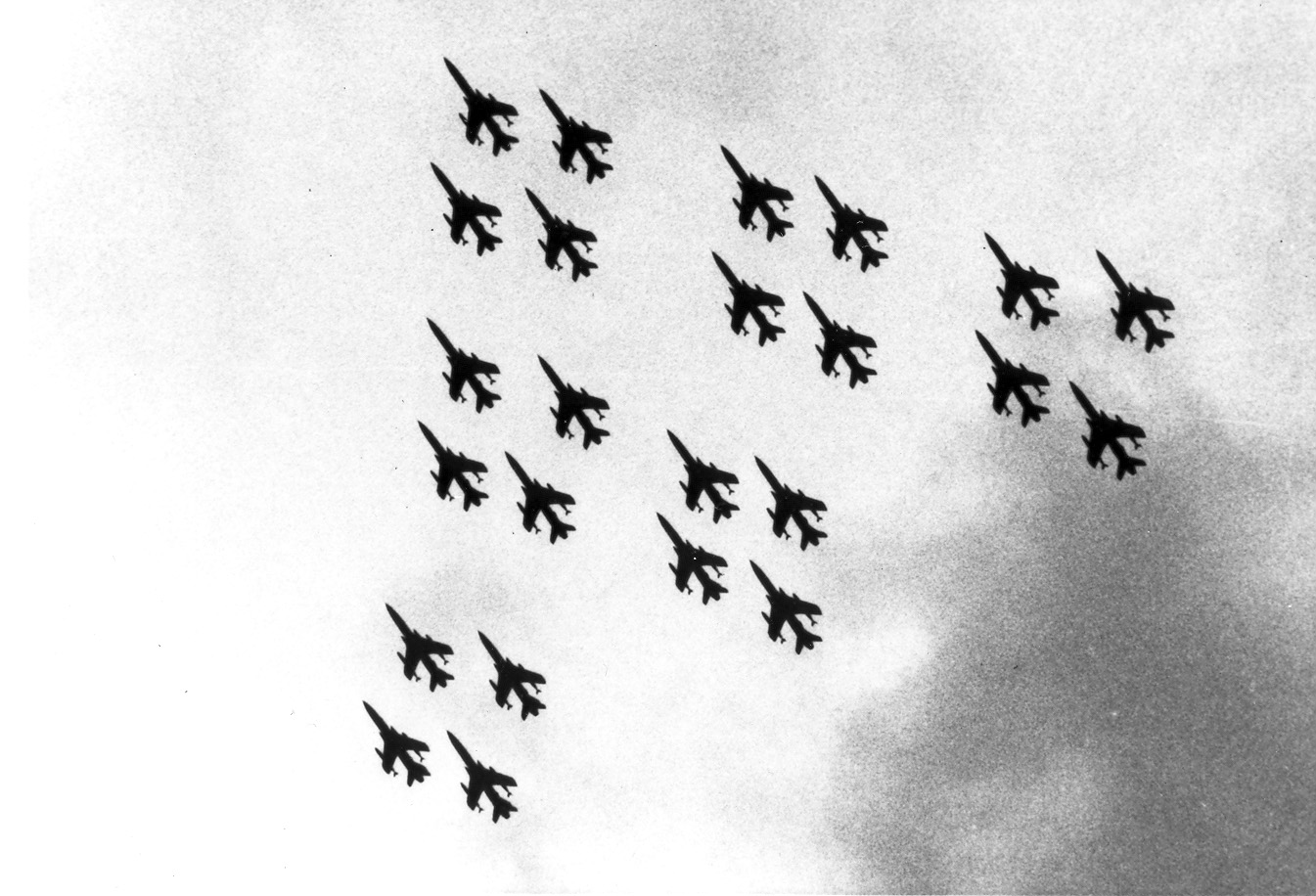
越南戰爭時F-105的戰鬥陣形

古希臘有方陣（phalanx formation），以密集的步兵手持長矛及盾牌，形成一個方型的陣式。雅典、斯巴達及馬其頓阿歷山大大帝的軍隊都曾經應用方陣。在羅馬帝國開始，方陣逐漸被其它戰陣取代。詳見馬其頓方陣。
到了西方近代，以及中國明朝清朝時期，火槍士（musketeer）也會組成三排或以上的陣式，當一排兵士在上彈藥的時候，另一排的兵士則發射子彈，以加快射擊的頻率。西班牙軍隊中的「Tercio」（或稱作西班牙大方陣（Spanish Square）以混合槍矛兵、劍兵與火槍兵組成陣式，既能夠遠程攻擊，也可以近身搏鬥。拿破崙在戰爭中，亦大量使用這類型的步兵方陣。為了令軍隊的步操整齊，軍隊中設有軍鼓手。
其它陣法有斜線陣（梯形陣）、鍥形陣、柱形陣、線形陣等等，在現代軍事中仍然有實際功效。除了步兵，也可以在坦克、戰機、戰艦等等運用。

## 日本的陣法
日本武田信玄陣法曾提及魚鱗陣、鶴翼陣、雁行陣（同梯形陣）、彎月陣、鋒矢陣、衡軛陣、長蛇陣、方圓陣等陣法。

## 海戰的陣法
海战由於受到軍艦形式的變化，陣法的運用隨著時空而不同，陣形不少是移用陸戰上的模式，但運用的目的並不盡相同。
槳帆船時代多是運用艦上的弓兵等運用拋射式武器射殺敵艦水手與軍官，或強行登艦讓兩軍官兵用刀劍進行白刃戰，許多船還在艦首設計衝角用撞擊破壞敵艦。由於當時的軍艦皆為木造，也可運用火攻燒毀敵艦。礙於動力依賴風力與人力，並要讓上述的作戰方式發揮效益，艦隊常採用單橫陣（亦是線形陣）的形式作戰。
帶有大砲的風帆戰艦出現後，炮火輸出成為決定性的關鍵，因為火炮多佈署在兩舷，必須要側面對敵艦才可有最大的火力輸出，艦隊上的所有軍艦皆側面朝敵能大幅提高勝率，因此常採用單縱陣（亦是長蛇陣）作戰，一旦有機會以側面對上敵人前進方向，即可形成丁字戰法（或稱T字戰法）逐一擊沉敵艦。單縱陣另一個優勢是對大艦隊指揮容易，所有僚艦僅需跟隨帶頭的旗艦航行與開炮，但這種陣法對過大的艦隊會造成首尾指揮不便，因此平常航行時會拆成數個縱陣並行，類似方陣（或稱複縱陣、縱橫陣），要炮擊作戰時才又恢復為單縱陣。
擁有蒸氣動力的铁甲舰問世後，艦隊陣法不再受風力限制可以更自由，為了突破單縱陣依賴火炮壓制，部份戰艦回復衝角的設計，因為這種陣法雖然對炮擊是非常有利的，但面對有設計衝角的戰艦會暴露最大弱點，一旦遭衝撞攻擊會非常不利，不過在火炮強化與魚雷的發明後，想以衝撞摧毀敵艦實在太危險成功率也太低了，衝角設計又再度被取消。而迴轉砲塔的開發也讓艦首不再缺乏火力，單橫陣得以回歸運用，後來无线电通訊的運用讓單縱陣的指揮優勢漸漸失去。但因船身長體的原故，多數船仍是側面才有最大火力輸出，單縱陣的火力優勢仍舊存在。讓單橫陣的能發揮最大效益的是反潛作戰，第一次世界大战開始潛艇的開發與運用日漸成熟，儘管已開發數種反潛武器，但沒能搜尋到潛艇仍一籌莫展，因此要在特定區域搜索是否有潛艇威脅時，便會以有反潛能力的軍艦如驱逐舰用單橫陣前進，以最大的範圍用聲納搜尋敵艦，發現目標後再進行攻擊。
為了有效來讓單縱陣與單縱陣兩種複合的陣形運用，因此開始運用斜線陣，讓艦隊斜線排列前進，變更作戰時可讓船艦轉向，對艦時改排成單縱陣，反潛時改排成單橫陣，可讓艦隊在戰術變化時得到最佳效率。而運用兩支艦隊排出對稱的斜線陣亦可組成鶴翼陣，可發揮與陸戰上類似的集火壓制效果。
第二次世界大战開始飛機與航空母舰的運用讓海戰火力平衡遭進一步破壞（在潛艇與魚雷出現後平衡就開始被打破），傳統的大艦巨砲主義已開始式微，不論軍艦火力輸出多龐大在沒有制空權的情況下仍可能遭空襲而全滅，面對抵抗空中優勢的重要性，除了提升防空武器效率外，艦隊陣形也出現極大的變化，改採用類似圓陣變化而來的輪形陣（或稱環形陣），這種陣形是以航空母艦或戰艦為中心，在週邊以環狀佈署巡洋舰和驅逐艦等護衛艦艇，這種陣形可以讓艦隊的防空火力發輝最大效率，在反潛索敵上效果也不錯，唯獨在以艦炮對艦作戰時較為不利，但在以飛機作為突擊主力的時代，軍艦自身的火力輸出已不是決定戰局的關鍵了。冷战時期，有引導能力的飛彈發展成熟，軍艦的主力武器改成反艦飛彈，不再受船身設計阻礙後，艦隊的陣形已不是決定火力輸出的關鍵，因此現代海軍幾乎以輪形陣作為艦隊航行的基礎陣形，如美國海軍的航空母艦戰鬥群通常都以這種陣形巡航，以確保能應對空中和水下的威脅。唯獨有特殊情況，艦隊才可能採用其他陣法作戰。

## 其他陣法

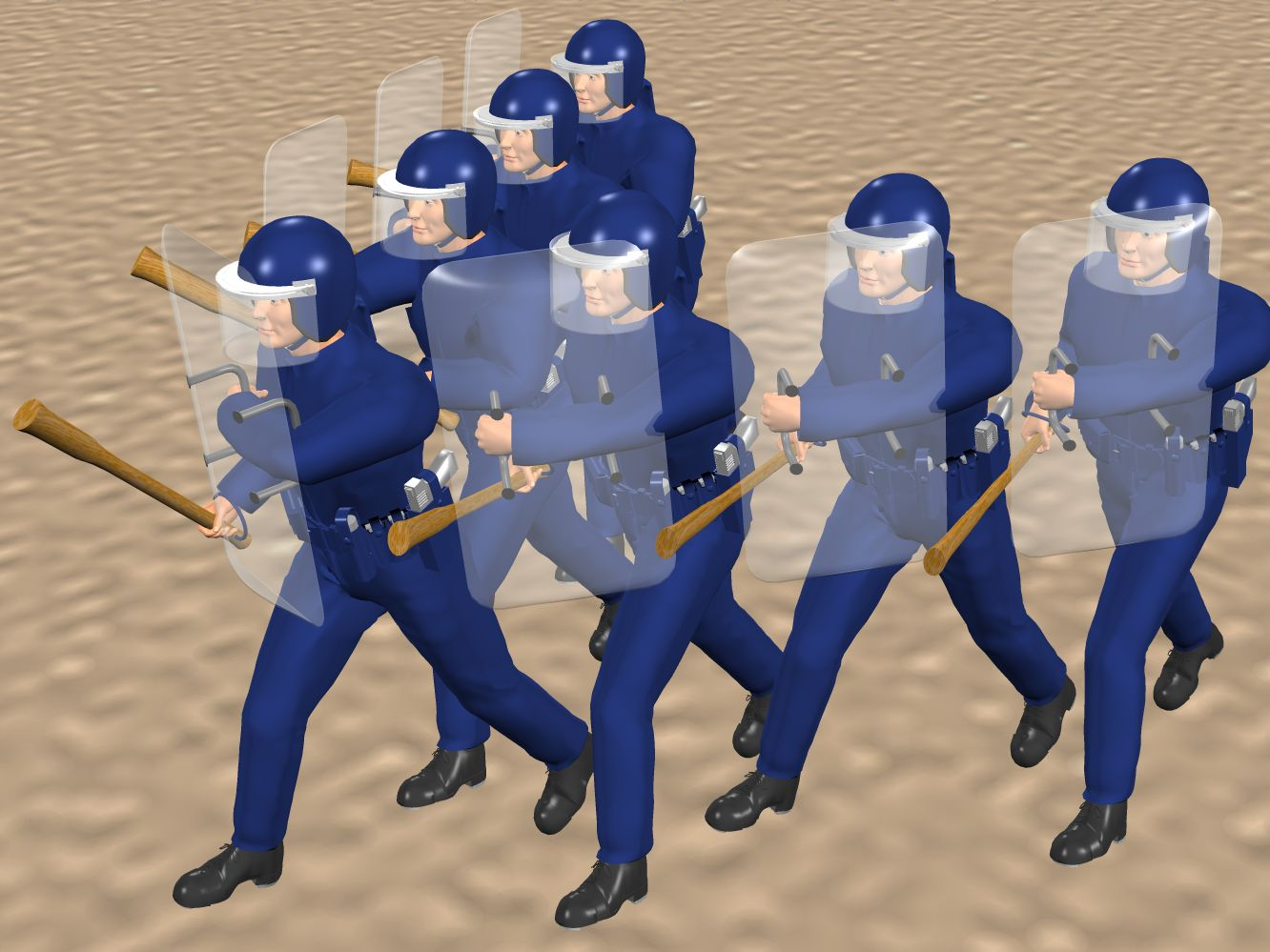
現代部份地方防暴警察所採用的三角陣形。

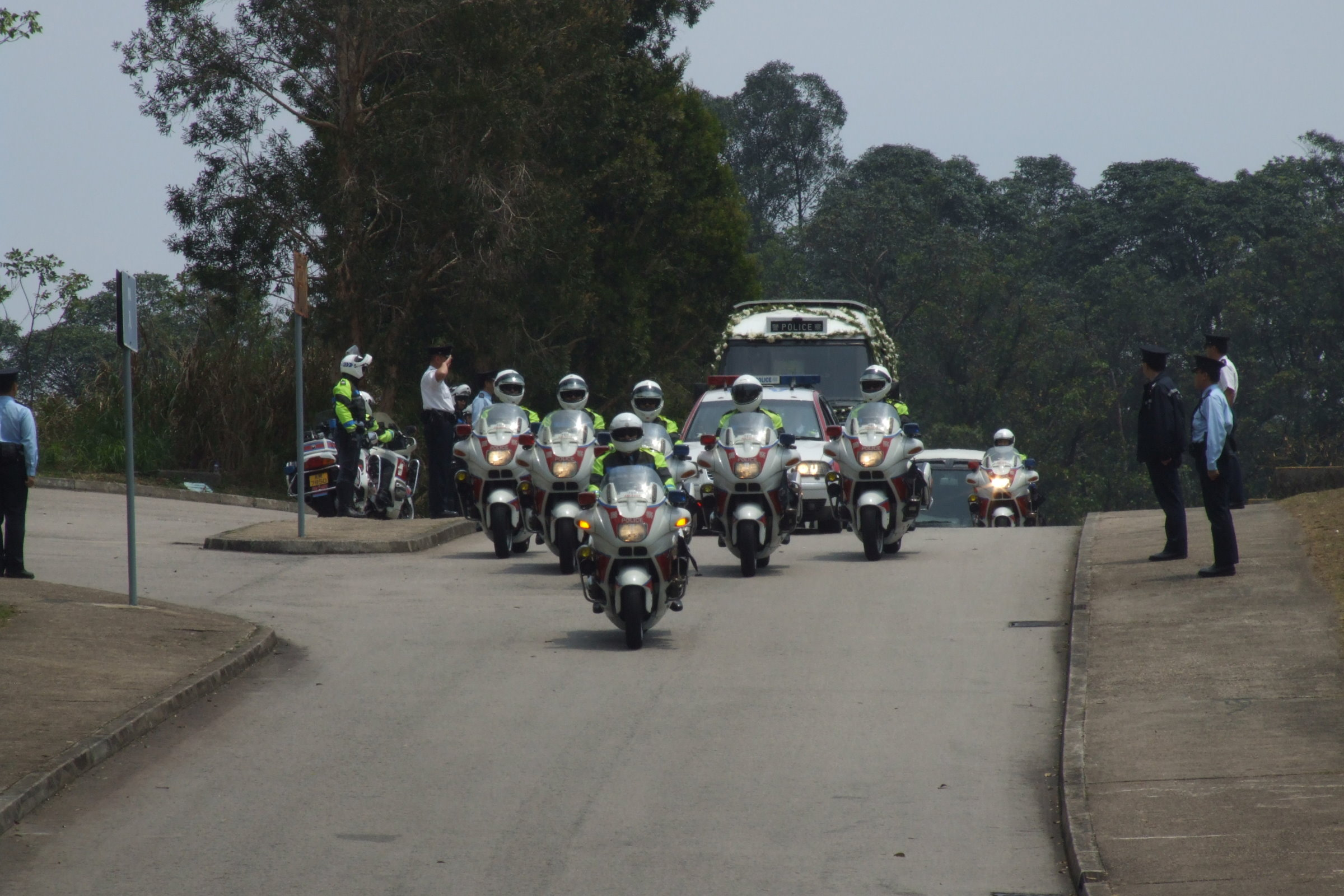
香港警隊護送組護送靈柩時的箭矢陣形。

- 卻月陣：「遊兵二十四陣，在六十四之後，名曰卻月陣。開闔作止，間隊與八陣皆同」明·龍正《八陣圖合變說》

- 韓信背水陣

- 金庸武俠小說中有提及真武七截陣、天罡北斗七星陣、羅漢陣、金剛伏魔圈、光明聖火陣、打狗陣。其中全真教的北斗七星陣上應天文，而明教的光明聖火陣應用了道教裏五行相生相剋的道理。

- 明代神怪小說《封神演義》中提及許多術陣，如：十絕陣（即天絕陣、地烈陣、化血陣、紅水陣、風吼陣、寒冰陣、烈火陣、金光陣、落魂陣及紅砂陣）、誅仙陣、萬仙陣等，是仙人所擺設的術陣，有颳狂風、降寒冰的奇效，而九曲黃河陣是兵士排列而成，不屬上述範疇。

## 延伸阅读
[在维基数据编辑]
 《欽定古今圖書集成·經濟彙編·戎政典·陣法部》，出自陈梦雷《古今圖書集成》